# Eoformica
Eoformica es un género extinto de hormigas perteneciente a la familia Formicidae. Fue descrito por el inglés Theodore Dru Alison Cockerell en 1921.

## Especies
- Eoformica brevipetiola LaPolla & Greenwalt, 2015
- Eoformica expectans Théobald, 1937
- Eoformica globularis Dlussky & Rasnitsyn, 2002
- Eoformica latimedia LaPolla & Greenwalt, 2015
- Eoformica magna Dlussky & Rasnitsyn, 2002
- Eoformica pinguis (Scudder, 1877)